# Luzinay
 Luzinay  es una población y comuna francesa, en la región de Ródano-Alpes, departamento de Isère, en el distrito de Vienne y cantón de Vienne-Nord.

## Demografía
| 598 | 683 | 898 | 1225 | 1568 | 1973 |
| Para los censos de 1962 a 1999 la población legal corresponde a la población sin duplicidades (Fuente: INSEE [Consultar]) |     |     |      |      |      |